# マクラーレン・F1
F1（エフワン ）は、イギリスのマクラーレン・カーズ（現マクラーレン・オートモーティブ）が1992年から1998年にかけて製造・販売したスーパーカーである。
本稿では派生モデル、レーシングモデルについても記述する。

## 概要
マクラーレン・カーズは、当時フォーミュラ1で多くの勝利を収めたマクラーレンの技術を反映した高性能な市販車を製作するために1989年に設立された。市販車であるマクラーレン・F1は当初より世界最高のロードカーを目指して開発された。
車両中央に運転席が配置され、左右に1席ずつ助手席を持つ特徴的なセンターシートのレイアウトを採用している。乗降を容易にするために、斜め上方に開くバタフライドア（マクラーレンはディヘドラル・ドアと呼称）も採用されている。車両のパフォーマンスを高めるために多くの部分に軽量化のための設計がなされ、カーボンファイバー製のシャシーを採用して製造された初の市販車となった。
生産台数は全てのバリエーションを合計して106台のみ。その内訳は、プロトタイプが5台、通常モデルが64台、LMが6台、GTが3台、レーシングモデルのGTRが28台である。
1995年のル・マン24時間レースでは、レーシングモデルであるF1 GTRが総合優勝を成し遂げている。
1998年にプロトタイプ車両を使用して行われたテスト走行では、最高速度391km/h（242.956mph）を達成、2回の走行の最高速度を平均した386km/h（240.1mph）が公式な最高速度記録として認定されている。
新車での販売価格は53万ポンド（当時約1億1,800万円）。1992年のプロトタイプの発表と同時に価格が公表され、非常に高額な車として当時話題となった。現在では車両の希少性からプレミア価格で取引されており、2021年にアメリカで行われたオークションでは、ほぼ新車状態の車両が出品され22億5,115万円で落札された。

## 設計・開発
F1の開発構想は1988年9月11日に開始され、当時フォーミュラ1世界選手権で16戦15勝という驚異的な成績を収めていたマクラーレンのチームリーダーであるロン・デニスとデザイナーのゴードン・マレーなどが、そのシーズンで唯一勝利を逃したイタリアGPの帰りの空港で雑談を交わすうちに車両の発想が生まれたという。ただし、その時点での計画は「世界最速で最良の市販車」という曖昧なものであった。
1990年1月、イギリスのサリー州ウォキングにあるマクラーレンの施設で原型となる計画が始動した。マレーは設計を進め、同年3月には基本要件が決定した。設計にあたっては従来のスーパーカーの性能や特性を分析した後、フォーミュラ1で得られた技術や経験を基に、開発チームが軽量化やダウンフォースの向上など、あらゆる視点で車両の見直しを図った。マクラーレンの目標はコンパクトで軽量なオールラウンドに性能を発揮できる、純粋なドライバーズカーを作ることだった。また、最先端の技術、ディティール、品質なども重要視された。会社の設立やその準備、車両の開発のためにマレーが獲得した予算は850万ポンドで、決して潤沢とはいえない額であった。
エクステリアとインテリアを担当したのはデザイナーのピーター・スティーブンスである。ピーターはマクラーレン以前はロータス・エランや同エスプリ、ジャガー・XJR-15の設計に関わっており、その後F1の計画に参加した。ロータス・カーズからも数名が開発のために移籍している。

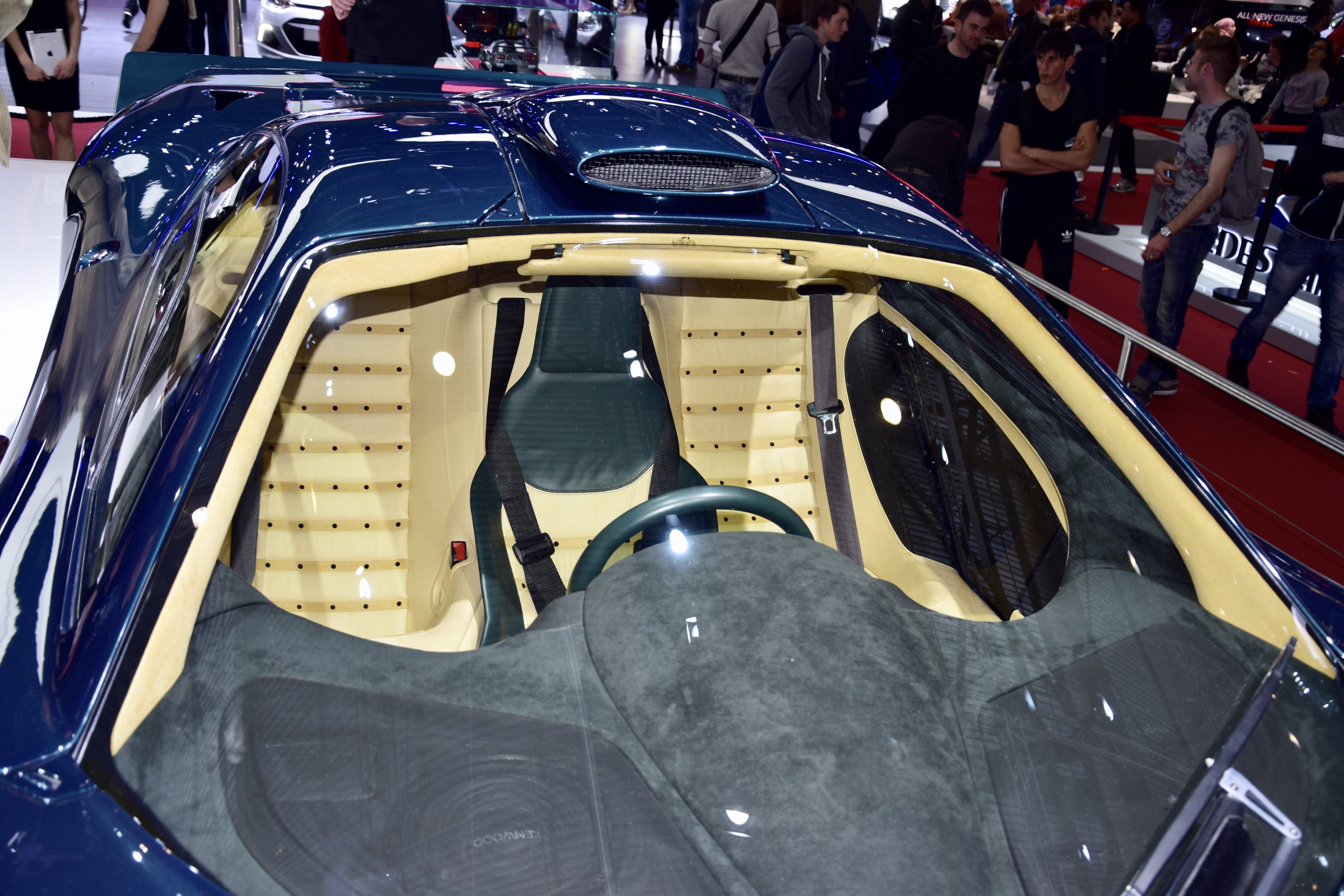
特徴的なセンターシート形状

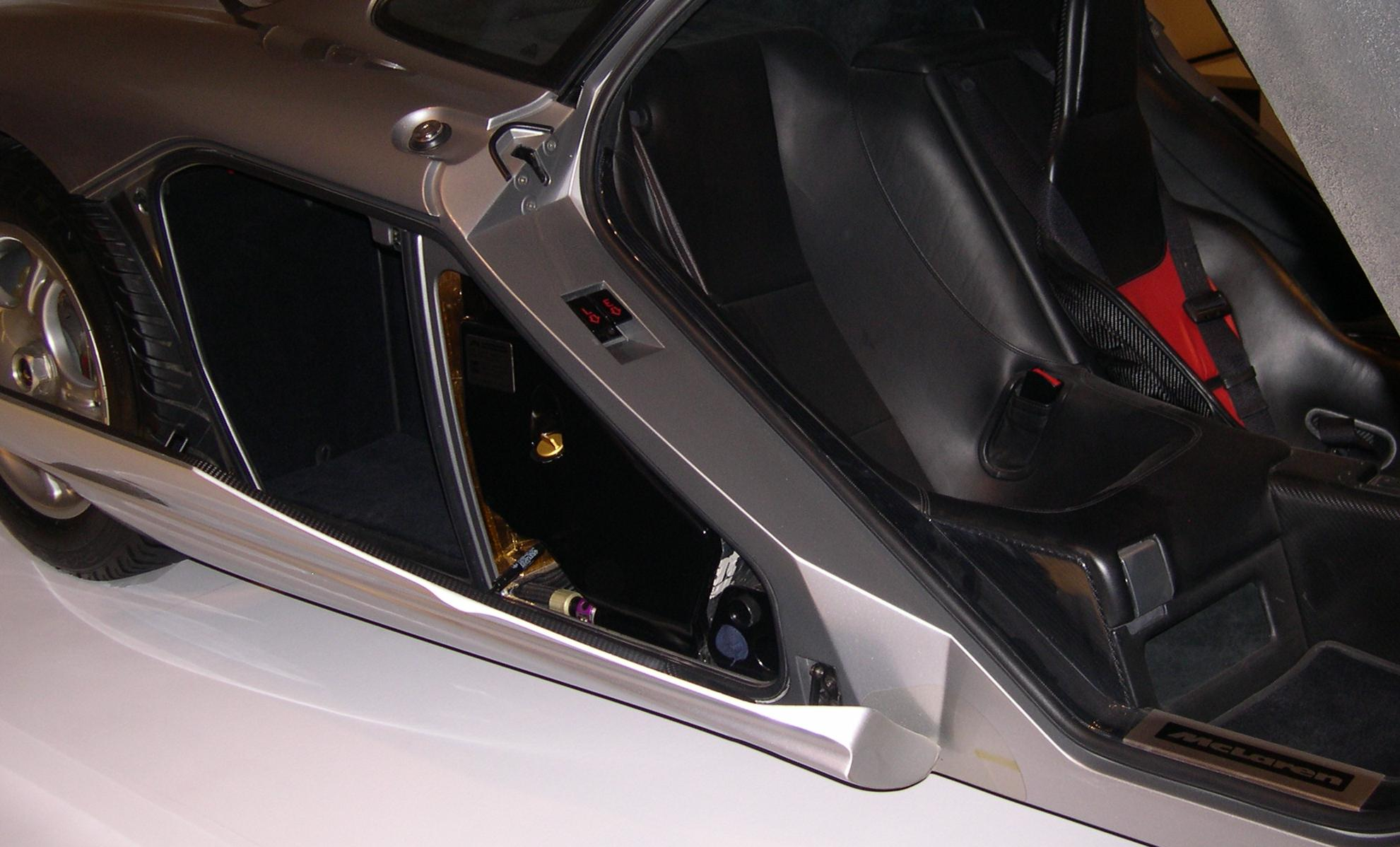
車両側面に存在するトランクルーム

運転席が中央にあるセンターシートのレイアウトはフォーミュラ1で得た経験を反映したものとされ、ドライバーの視覚的・動的な情報を即座に反映できるよう意図したものだった。マクラーレンによれば、マレーは1969年からこの1+2のシートレイアウトの研究を続けてきたという。運転席が中央にあるため、フロントガラスには左右どちらにもバックミラーがついている。荷物を入れるトランクルームは、車体の両側の助手席とリアタイヤの中間のホイールベース内側に存在している。良好なハンドリングと操縦性を追求し、エンジンやギアボックス、燃料、乗員、荷物など、すべての重量物を重心近くに集中させ重心高を低く抑えることで慣性モーメントを抑制する設計となっている。
市販車では世界初となるカーボンファイバー製のシャシーを採用している。車重は1 tを切ることを目標とし、エンジン出力は最低でも550PS程度が求められた。カーボン製のブレーキディスクも開発していたが、公道での速度域や雨天時の低温状態で十分に作動させることが困難であったため、最終的にスチール製が採用された。軽量化のためパワーステアリングはなく、ブレーキにもサーボ機構やABSなどは装備されていない。

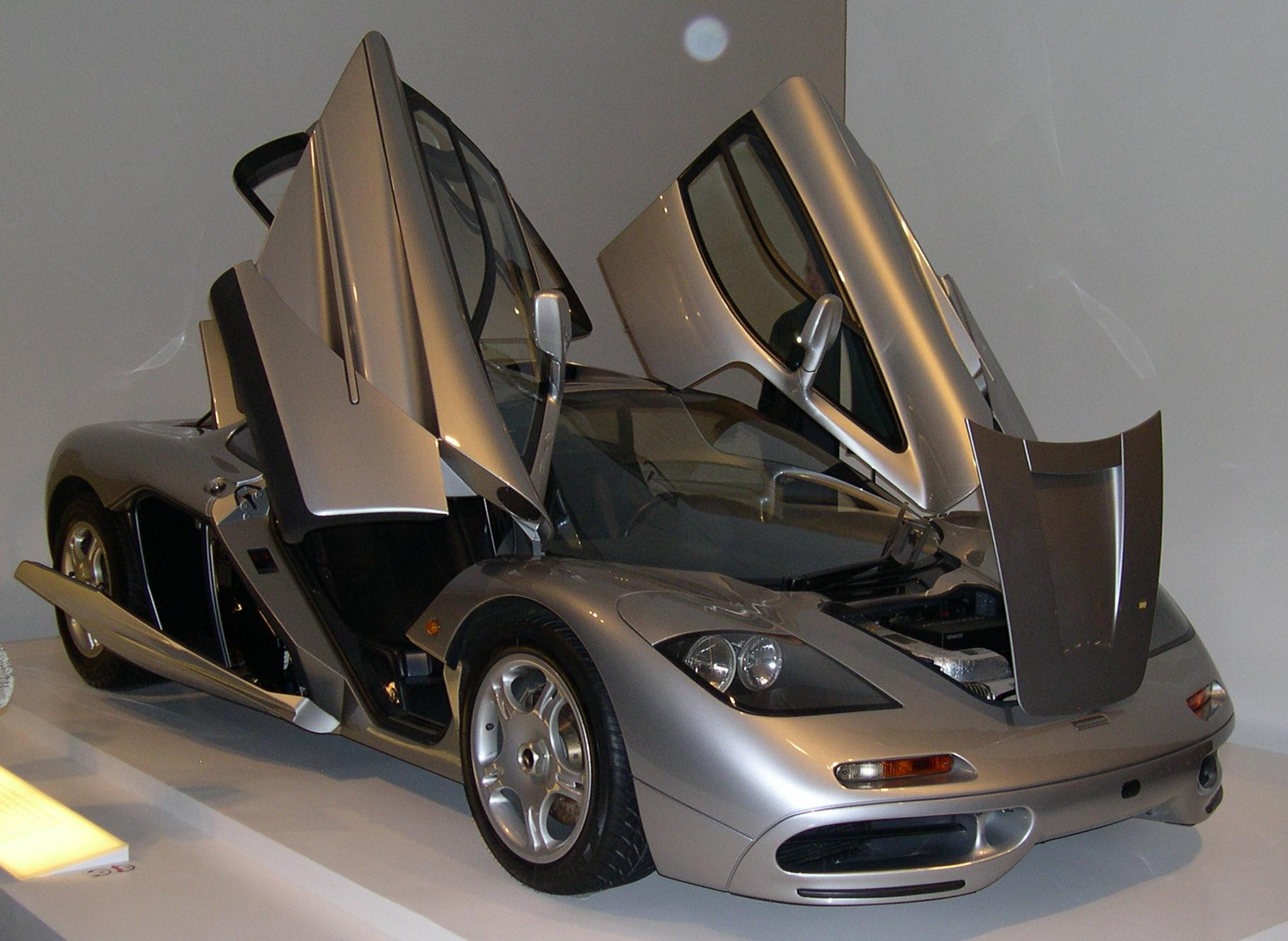
ディヘドラルドアやトランクを開いた状態

センターシートは構造的に乗降が難しくなるため、ルーフの大部分が開く構造が必要であった。採用されたディヘドラルドアはルーフだけでなく、足元部分のスペースも確保できるため乗降性の問題は解決した。開発時には、同様の機構を持つトヨタ・セラのドアを使い研究を行った。また、ピーター・スティーブンスはポルシェ・962の開発に関わっていたこともあり、高速時でも頑丈なドア構造を理解していた。

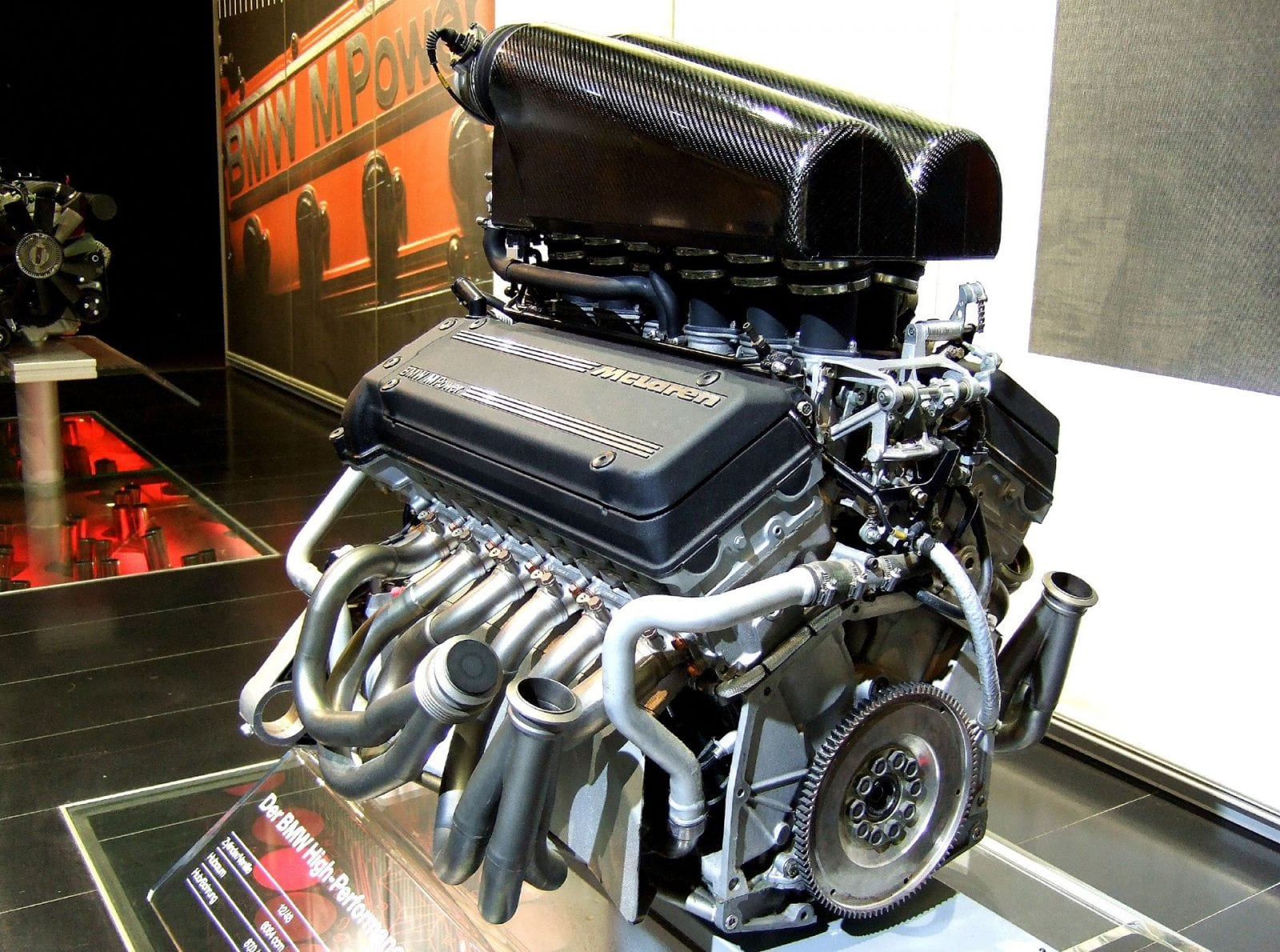
F1に搭載されているBMW製 S70/2型 V12エンジン

当初、マクラーレンはフォーミュラ1で提携しエンジン供給を受けていたホンダに対し、V型10気筒またはV型12気筒エンジンの設計・開発と供給を望んでいた。しかし、ホンダは将来のマーケティングの観点から、V型12気筒をはじめとしたオーバースペックなエンジンの製造は不適当と判断したためエンジンの供給を断った。いすゞ自動車は3.5L V型12気筒エンジンを提案したが、レースでの実績が無いためマレーに断られた。最終的に、かつてブラバムでマレーと付き合いがあり、BMWに所属しているパウル・ロシェがV型12気筒エンジンを手掛けた。
マレーはF1の乗り心地とハンドリングの設計基準として、ホンダ・NSXの名を上げている。NSXのサスペンションは乗り心地の良さと操縦性を両立させるため、ホイールの動きに自由度を持たせる縦型のコンプライアンス・ピボットを採用していた。マレーはこのサスペンションシステムから得たインスピレーションが、F1のサスペンションの開発に繋がったと語っている。また、F1もNSX同様に、当初から日常的に使用されることを想定し開発されていた。NSXの他にも、フェラーリ・F40、ランボルギーニ・カウンタック、BMW・M1、ポルシェ・959、ブガッティ・EB110などがF1のベンチマークとして上げられている。
トランスミッションはシンクロメッシュ機構を持つ6速マニュアルトランスミッション（MT）で、フォーミュラ1やル・マン、インディカーで勝利を収めているカリフォルニアのトラクション・プロダクツ社と共同開発した。当初は軽量化のためマグネシウム製のトランスミッションハウジングを装備していたが、オーバーヒートの問題のため最終的にアルミニウム製を使用した。ギア比のセッティングは、0-160 mph（257 km/h）の加速用としたクロスレシオの1 - 5速と、クルージングや高速走行を考えたワイドレシオの6速の組み合わせとなっている。
空力性能の面では、車両後部に可変式のリアスポイラーが装備されている。このスポイラーは走行時には収納されているが、ブレーキング時に展開してエアブレーキとしても機能する他、ブレーキを冷却するためにエアインテーク内に空気を取り入れられる仕組みになっている。F1はグラウンド・エフェクトを利用してダウンフォースを得る構造となっており、その効果を高めるためにボディ下面を流れる境界層の気流を強制的に排気する電動ファンを備える。マレーは自身の設計したブラバム・BT46で、既にこの気流を強制排気する「ファンカー」と呼ばれる機構を採用していた。これらの空力の設計には、マクラーレンのフォーミュラー1マシンが開発される風洞と同じ施設が使われた。
電子制御システムは、マクラーレンの関連会社でフォーミュラ1の電気系統も担当するTAGエレクトロニック・システムズと共同で開発した。制御システムはエンジンの使用状況をモニターし、温度変化、回転数、不十分な暖機運転時の高負荷などを記録し、メンテナンス時に不具合の特定をすることができる。その他にも車内にモデムを設置し、マクラーレンに情報を直接送ることで車の故障個所を特定し、サポートを受けることなどができる。
視認性を向上させるため、フロントやサイドのガラスには従来の温風を吹き付けるデフロスターではなく、電気で加熱するガラスを採用することとした。この要求に応じるためサンゴバン社と協力し専門のチームが編成された。開発されたラミネート加工のガラスは素早い霜取りや除氷だけでなく、熱の侵入を20％、紫外線の侵入を85％低減することができた。
専用の音響機器の開発を行うため、ケンウッドも当初から計画に参加している。ケンウッドは当初音響システムの重量を37.5lb（約17kg）と提案したが、マレーはその半分の重量しか容認できないとした。最終的に開発されたシステムの重量は18.7lb（約8.5kg）であった。開発テストでは、最大1.5Gの負荷がかかっている状態でもシステムは正常に機能した。
F1の搭載機器をテストするためのプロトタイプ車両として、イギリスのアルティマスポーツ社のキットカーであるアルティマ・Mk3が2台購入された。この2台はシャシーナンバー12と13で、ノーブルモータースポーツ社により供給された。アルティマMk3はF1の設計重量を下回り、プロポーションが似ているために採用されたものである。この2台はテストのため車体に大幅な改造が施された。シャシーナンバー12の車両にはマクラーレンにより「アルバート」というニックネームを与えられ、本来搭載するBMW製V型12気筒エンジンの代わりに、同様のトルクを有するシボレー製V型8気筒エンジンを使ってギアボックスのテストが行われた。この他にもセンターシートやカーボンブレーキのテストにも使用された。他方、シャシーナンバー13の車両には「エドワード」というニックネームが与えられ、BMW製V型12気筒エンジンのテストの他、エキゾーストや冷却システムのテストに使われた。なお、後にこの2台は機密保持のためマクラーレンによって破壊されている。この2台の他にもエンジンテストのため、BMW・M5ワゴンにV型12気筒エンジンを搭載したプロトタイプも作られた。

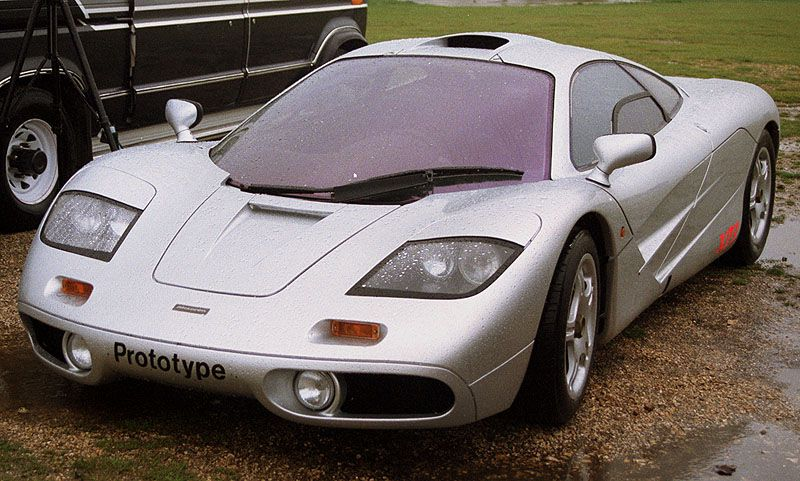
シャシーナンバーXP3。フォグランプやウインカーなどが量産車と異なる。

F1の本格的な試作車両としては、シャシーナンバーXP1からXP5の5台が製作され様々なテストを行った。そのうちXP1はナミビアでの猛暑環境のテスト中に事故で大破している。240㎞/hを超えるスピードで走行中に、車が側溝に衝突したことが原因であった。ドライバーは奇跡的に生還したが、XP1は漏れ出たエンジンオイルがエキゾーストマニホールドに引火し、焼失してしまった。
XP2は衝突試験用に製作され、XP1同様に大破し現存していない。プロトタイプと量産車にはデザイン上の違いがいくつかあり、フロントのフォグランプやウインカー、リアのシングルタイプのテールライトなどが異なっていた。量産車のテールライトはランボルギーニ・ディアブロと同一の部品で、イタリアのコボ社が製造を担当した。
マクラーレンによると、新車を購入した後の通常のメンテナンス間隔は9カ月と18カ月であり、ダンパーは10年、燃料タンクは5年の交換時期が定められている。将来的に車両を維持し続けるため、マクラーレンによりマグネシウムコーティングやブレーキパッドの材質など、新たな技術を用いたパーツの開発も継続して行われている。ボディカラーやインテリアの装飾部品なども同様に、オーナーの好みに応じて新たなものに更新することが可能であるという。
1992年5月28日、モナコGPにおいてマグネシウムシルバーで塗装されたF1が初公開された。その後、生産第1号車がオーナーの元へ納車されたのは1994年12月のことで、製造は1998年まで続けられた

## メカニズム

### エンジン

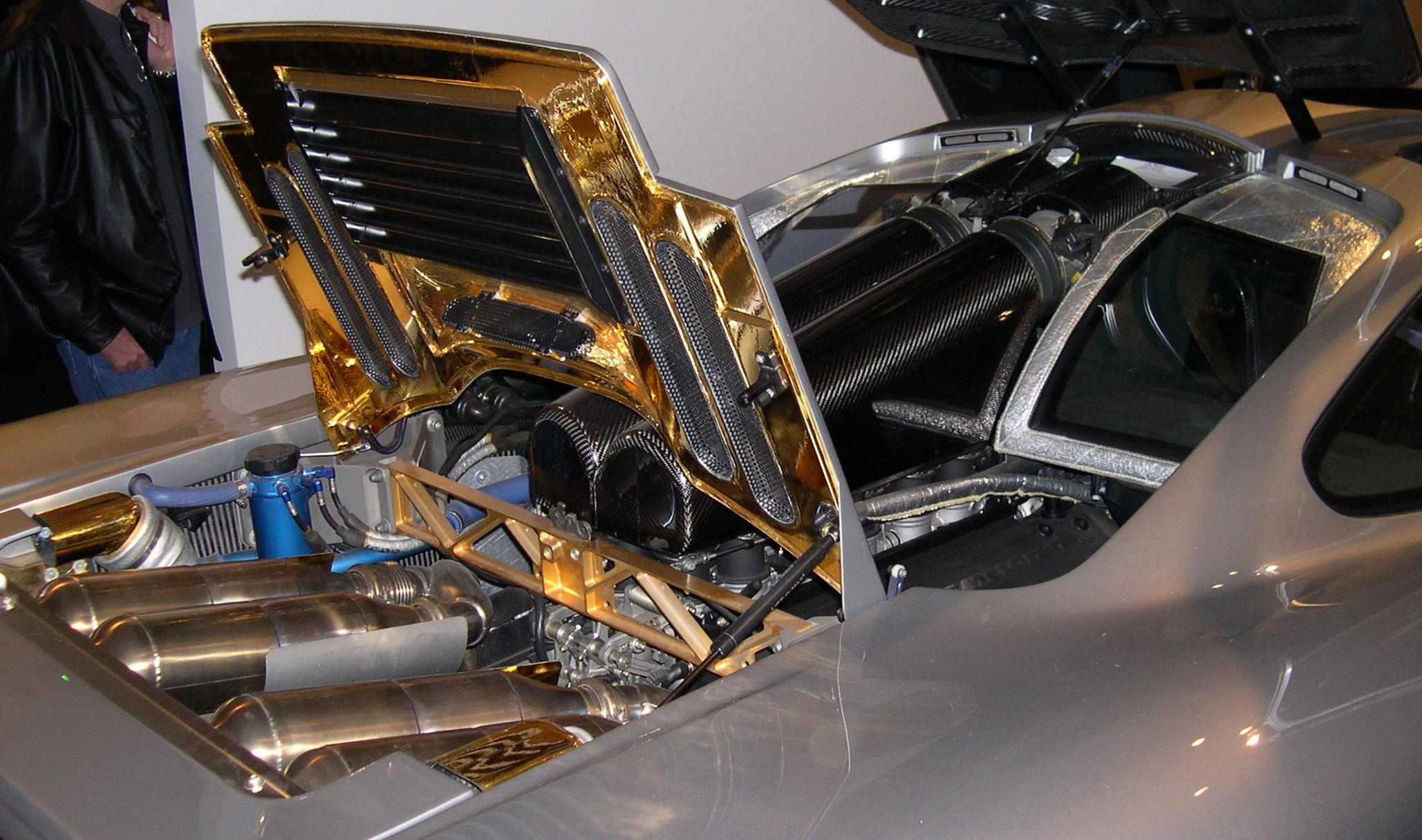
エンジンルームを開いた状態。周りは金箔で覆われている。

BMWのグループ会社であるBMWモータースポーツ社から供給された”S70/2型”と呼ばれるエンジンで、6,064㏄バンク角60度のV型12気筒DOHC48バルブ自然吸気。最高出力は7,400rpmで約627馬力、最大トルクは4,000rpmから7,000rpmの範囲で66.3kg・m以上を発生する。パワーウエイトレシオは550PS/トン。ボア×ストロークは86mmx87mm、圧縮比10.5：1。アルミニウム合金製シリンダーブロックを備え、バルブハウジング、カムカバー、オイルポンプ等の部品は軽量なマグネシウム合金製。エンジン重量は付属機器を含めて約260kg、エンジンの全長は約60cm。エキゾーストはインコネル製。
エンジンルームはコックピットや機器の保護を目的に、放熱性の高い22金の金箔を使った耐熱フィルムで覆われている。金は入手可能な素材の中で最も軽く、最も効果的な断熱材であるため採用された。エンジンルームだけで16gの金が使われている。

### シャシー
市販車としては世界初となるカーボンファイバー製シャシーを採用している。このシャーシはリヤフェンダーなどと一体成型されたセミモノコック構造で、前方にはクラッシュボックスを含む構成部品が配置され、衝突時の安全を確保している。ほとんどの主要構造は、2重のアルミニウム製ハニカム構造のパネルで強化されている。これらの設計・開発はコンピュータープログラムを用いて行われ、素材の厚さや繊維の方向を最適化させている。この結果シャシーは非常に高いねじり剛性を有している。モノコックは縦方向の2本のフロアビームと横方向のバルクヘッドを合わせることで強度を高めている。運転席の後部にはエンジンに空気を取り入れる為のエアインテークがあり、Aピラー、Bピラーと合わせて頑丈な生存空間をもたらしている。エンジンはストレスメンバーとしても機能し、2本の構造材を通してバルクヘッドに取り付けられている。エンジンマウントには振動やノイズを吸収するためのセミフレキシブルブッシュを採用している。また、エギゾーストも事故時などに衝撃を吸収する構造となっている。全てのカーボン構造はマクラーレンが所有する施設で製作された。

### サスペンション
F1のサスペンションは前後ともダブルウィッシュボーン構造で、ホンダ・NSXを参考に設計された。フロント側のサスペンションを接続するサブフレームは、コンプライアンスブッシュ通じてボディに取り付けられ、縦方向に大幅な柔軟さを有している。これは安定性と操縦性の両立を意図して設計された。リアサスペンションはロアアームがギアボックスに取り付けられ、そのギアボックスは弾性を持たせボディに取り付けられている。これにより、サスペンションにかかる負荷は剛性の高い車体へ伝わる構造となっている。
ダンパーはビルシュタインによってF1用に設計開発されたもので、レース用の製品が元となっている。このダンパーはアルミニウム製で放熱性を30％向上させている。

### ブレーキ
装着されているブレーキはイタリアのブレンボと協力して開発したもの。市販車としては初となるフォーミュラ1と同じタイプの一体鋳造のアルミニウム製4ピストンキャリパーと、ベンチレーテッドディスクを組み合わせている。ハンドブレーキキャリパーもアルミニウム製でブレンボによって開発された。車を高速域から安全で効率的に減速させるため、ブレーキの冷却には新システムが導入された。このシステムはスピードセンサーとブレーキセンサーが電子制御され、十分な負荷がかかったブレーキング時のみブレーキ冷却用のエアインテークダクトが自動的に開く仕組みとなっている。ダクトが閉じている間は空気抵抗を減らすことができる。ABSやブレーキサーボは重量削減のため装備されていない。

### タイヤ・ホイール
タイヤにはグッドイヤーによる専用設計品が使われている。ハンドリングと操縦性のため開発初期の段階からタイヤは重要視されていた。サイズはフロントが235/45ZR17、リアが315/40ZR17。トレッドパターンは非対称で回転方向が定められている。17インチというタイヤサイズは重量や接地面の形状を考慮して採用された。車両の軽量化のためスペアタイヤは備わっていないが、パンク修理キットは付属している。ホイールはOZ製でタイヤと同じく専用に開発されたもの。マグネシウム合金で鋳造されている。

### インテリア

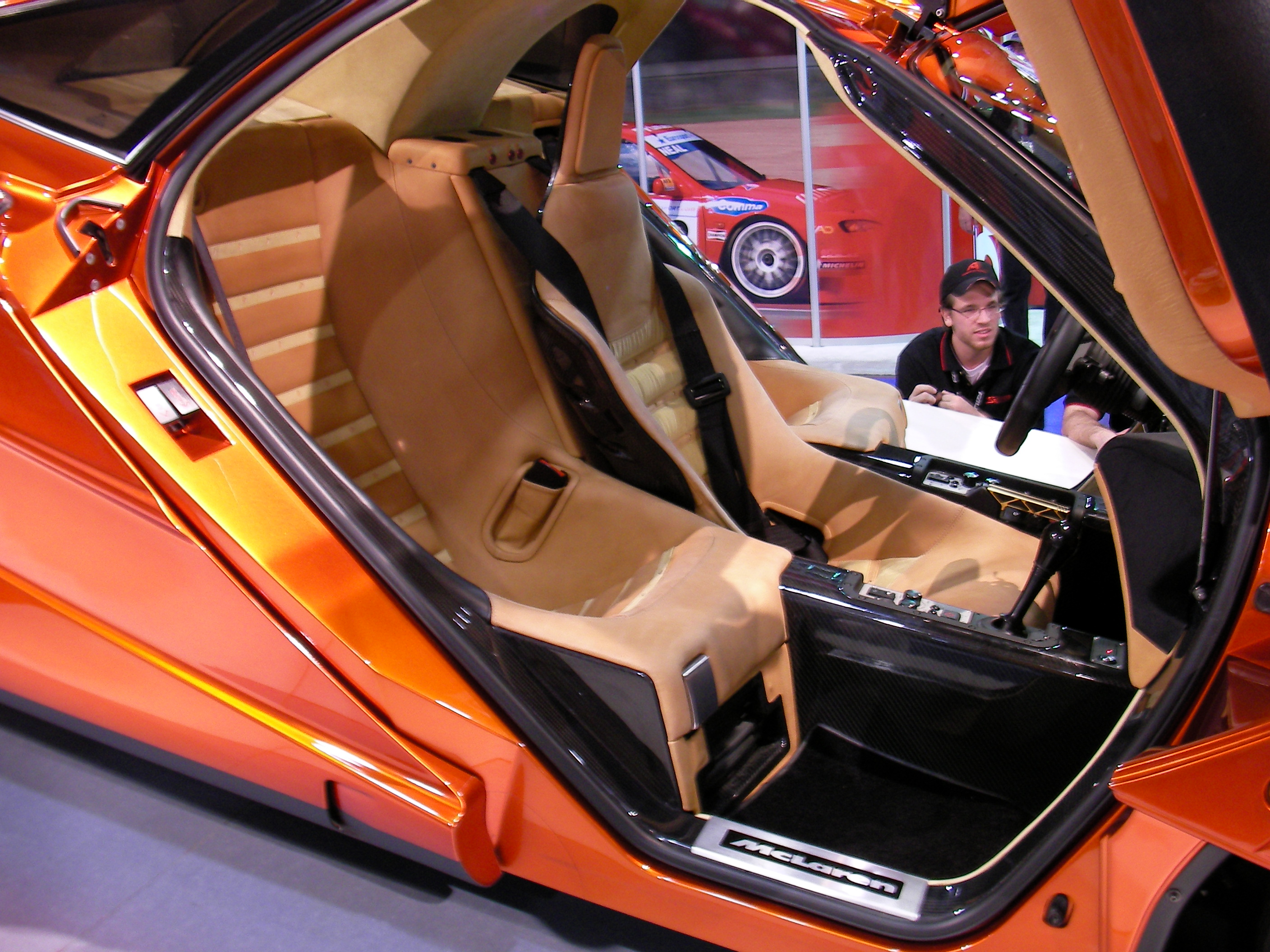
インテリア

シートは前後に可動するが、ペダルとハンドルの位置は固定されており、購入者に合わせて個別に調節する必要がある。この調整作業は納車前にマクラーレンの工場で行われた。
メーターパネル中央には最大8,200rpmまで刻まれたタコメーターが配置され、レブリミットの7,500rpmで点滅しシフトアップを知らせるライトが組み込まれている。右側には240mph(約386km/h)スケールの速度計が配置されている。左側には燃料計、水温計、油温計が配置されている。
運転席と助手席の間の仕切りにはCDプレイヤーと空調を操作するためのスイッチ類が配置されている。

### 付属品
F1には専用品の鞄が複数付属しており、サイズの違うスーツケース、書類ケースなどで構成されている。この鞄はF1のトランクルームのサイズに合わせて作られており、スペースを最大限に利用できるようになっている。また、シートやハンドル、付属の鞄などは購入者の好みに応じて色を変えることもできた。
付属工具はフランスの ファコムによってF1専用に開発されたのものが付属している。軽量化のためチタン製となっており、スチール製の工具よりも50%軽量であった。
音響システムはケンウッドが専用に開発したもの。当時世界最小の10連装CDチェンジャーデッキがフロント部分に設置してある。車内には5つのスピーカーが設置されている。
F1の購入者には車内に収まるように設計されたゴルフクラブのセットと、タグ・ホイヤー製のF1のロゴがついた腕時計が贈られた。当時タグ・ホイヤーはマクラーレンのフォーミュラ1のスポンサーであった。

## 性能

### 加速性能
- 0-30 mph (0–48 km/h): 1.8秒
- 0-60 mph (0–97 km/h): 3.2秒
- 0-100 mph (0–161 km/h): 6.3秒
- 0-150 mph (0–241 km/h): 12.8秒
- 30-50 mph (48–80 km/h): 0.9秒
- 30ｰ70 mph (48–113 km/h): 2.1秒
- 0-402 m (0.25マイル): 11.1秒 (222 km/h)
- 0-1,000 m (0.62マイル): 19.6秒 (285 km/h)
- 30-50 mph (48–80 km/h): 1.8秒 (3速使用)
- 50ｰ70 mph (80–113 km/h): 2.8秒 (5速使用)[29]

### 最高速度
1993年にイタリアのナルド・サーキットで行われたテストでは、371.7 km/hの最高速度を達成した。この時に使われた車両はプロトタイプで、エンジンの出力は588馬力であった。F1以前の最高速度記録はジャガー・XJ220の持つ349.2 km/h（217 mph）だった。
1998年にフォルクスワーゲンが保有するエーラ・レッシエンでの走行試験では、アンディ・ウォレスの操縦により386.4 km/h（240.1 mph）の最高速度記録を達成した。使用された車両はプロトタイプのシャーシナンバーXP5で、車はエンジンのレブリミットを8,300rpmまで高めた以外ノーマル状態だったという。最初の走行では388 km/h (241.1 mph)を記録したが、ドライバーのウォレスはまだ車に余裕があると考えていた。2回目の走行でレブリミットが高められた結果、391 km/h（242.956 mph）の最高速度を記録した。テスト後ウォレスは「391 km/h以上は出ない」とも語っている。最高速度記録は、風の影響を考慮して反対方向を含む2回の走行を平均して算出されるため、F1の公式な最高速度は386.4 km/h（240.1 mph）となった。

## バリエーション

### プロトタイプ
量産車両が製造される以前のプロトタイプ車両として、シャーシナンバーXP1からXP5の5台が作られ、様々なテストに用いられた。シャーシナンバーのXPは"eXperimental Prototype"（試験用プロトタイプ）を意味する。そのうち最初に作られたXP1はナミビアでのテスト中に事故で大破し現存していない。XP2は衝突試験用に作られ、実際に試験に用いられこちらも現存していない。現存する最古のF1であるXP3はゴードン・マレーに贈られ、彼が長らく所有していたが後年売却している。XP4はギアボックスの耐久テストに使用され、後にアメリカのコレクターに売却された。XP5は1998年に行われたテストで、量産車の最高速度記録を更新した、車はマクラーレンによって所有されている。

### 通常モデル

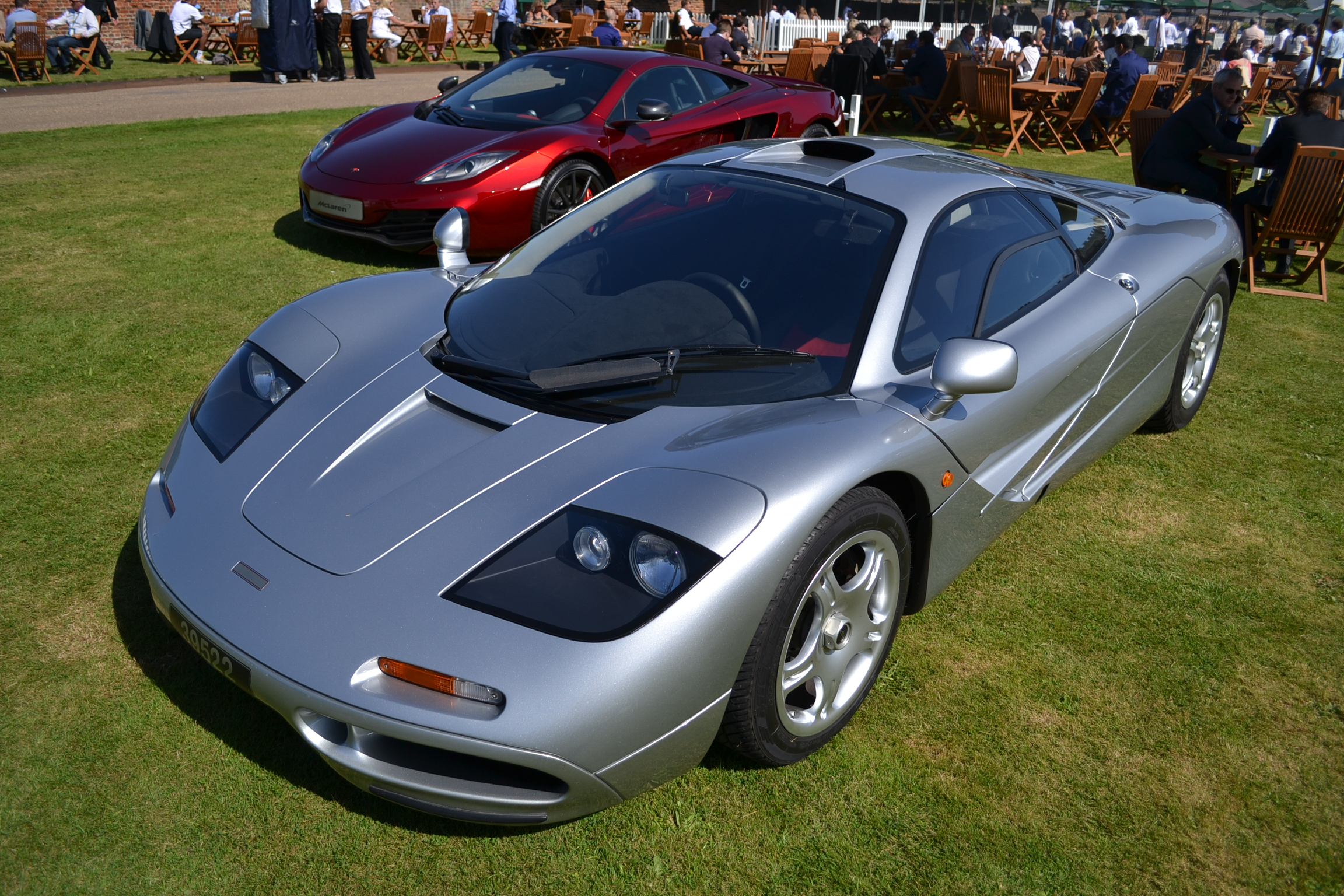
マクラーレン・F1

1993年から1998年の間に合計で64台が製造された。
新車価格は1億円以上と高額だが、現在ではさらに高額なプレミア価格で取引されている。2021年、アメリカで行われたグッディング＆カンパニー主催のオークションにシャーシナンバー029の個体が出品され、2046万5,000ドル（22億5,115万円）で落札された。この車両は新車時に日本にデリバリーされて以降、走行距離390kmというほぼ新車状態を保っており、唯一”クレイトンブラウン”と呼ばれるカラーリングを纏ったF1である。

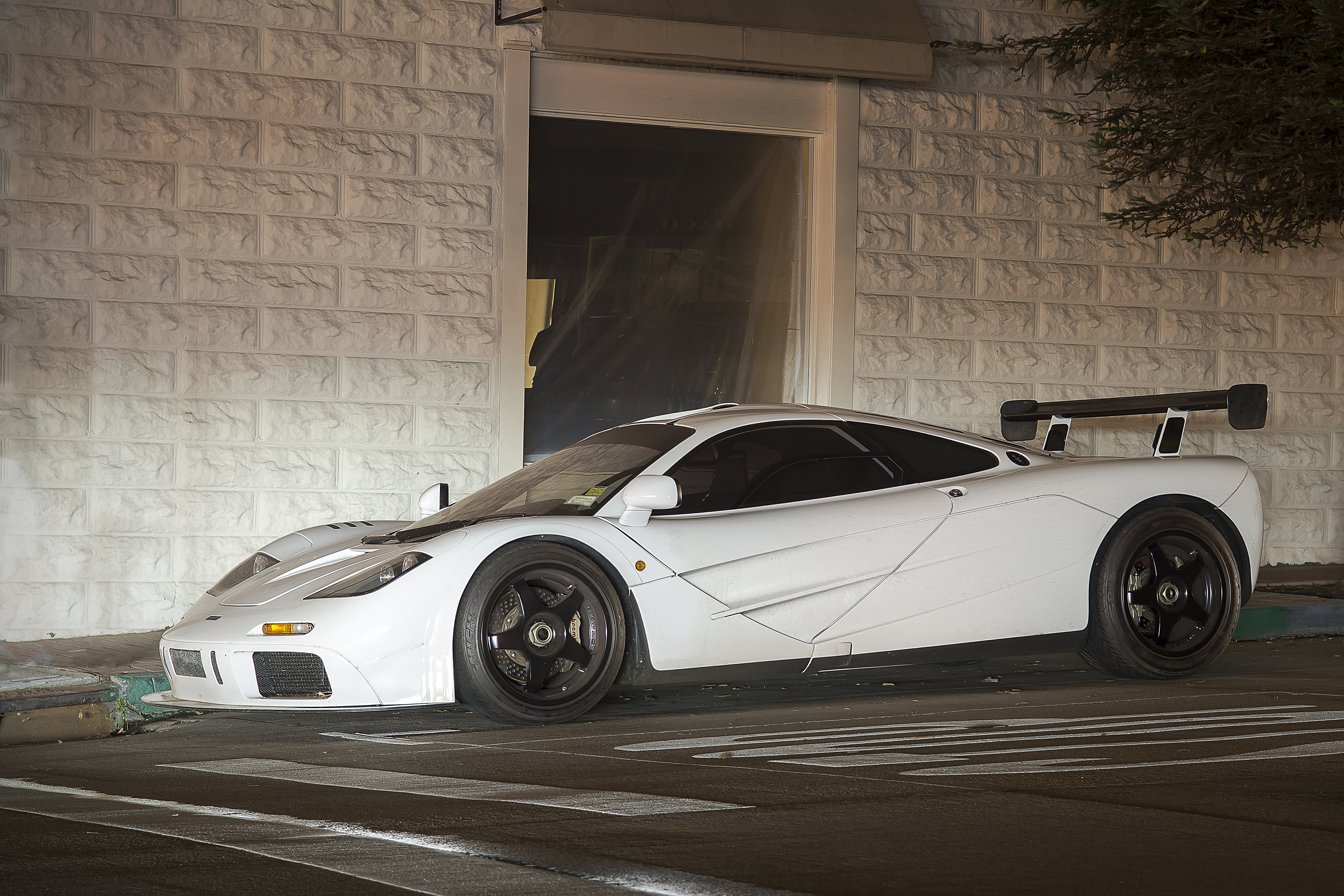
ハイダウンフォースキットを装備した車両

製造された車両の中には”ハイダウンフォースキット"と呼ばれるエアロパーツを装備した車両が8台存在する。ハイダウンフォースキットはフロントスプリッターや大型のリアウイングなどのパーツで構成され、後期生産車のメーカーオプションだった。また、後年になってマクラーレンによりキットを取り付けた車両も存在する。この内、シャーシナンバー018と073の2台のみ下記のLM仕様にアップグレードされている。その内容は680馬力まで強化されたエンジンとハイダウンフォースキット両方の装備などである。
2019年、アメリカで行われたサザビーズのオークションにこの2台のLM仕様車の内シャシーナンバー018の個体が出品され、1,980万ドル（約21億円）で落札された。この個体は新車で日本に納車され、2000年から2001年の間に別のオーナーの元でLM仕様にアップグレードされていた。

### LM

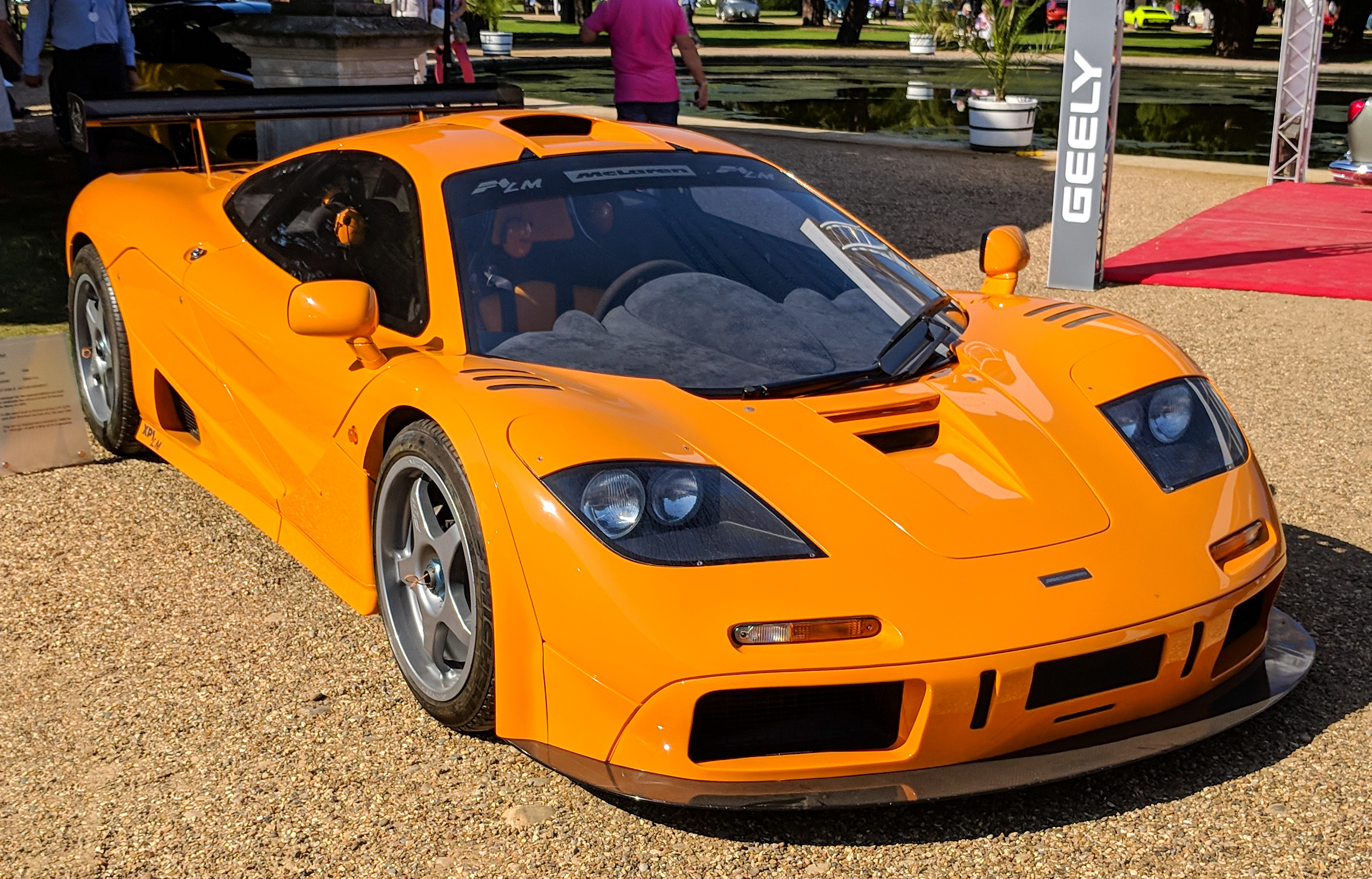
マクラーレン・F1 LM

1995年のル・マン24時間レースでの優勝を記念して作られたモデル。車名のLMはル・マン（Le Mans）を意味する。エンジンがチューニングされ約680馬力まで出力が増している他、レースモデルであるGTR同様のフロントスプリッターやリアウイングなどのエアロパーツを装備している。重量は2,341ポンド（約1,062kg）。音響システムや防音設備は取り除かれ、車内にはドライバーと乗客の会話のためヘッドホンが備えられている。サスペンションのブッシュはゴム製からアルミ製に変更している。
プロトタイプが1台（シャーシナンバーXP1 LM）と、市販用の5台（シャーシナンバーLM1からLM5）の合計6台が製造された。この6台のうち4台はパパイヤオレンジと呼ばれるカラーに塗装され、残り2台はル・マンで優勝したレーシングモデルに似たグレーのカラーリングが施されている。
プロトタイプはマクラーレン自身が所有し、市販用の5台はアメリカと日本に1台ずつ、そしてブルネイのスルタンに3台が納車された。

### GT

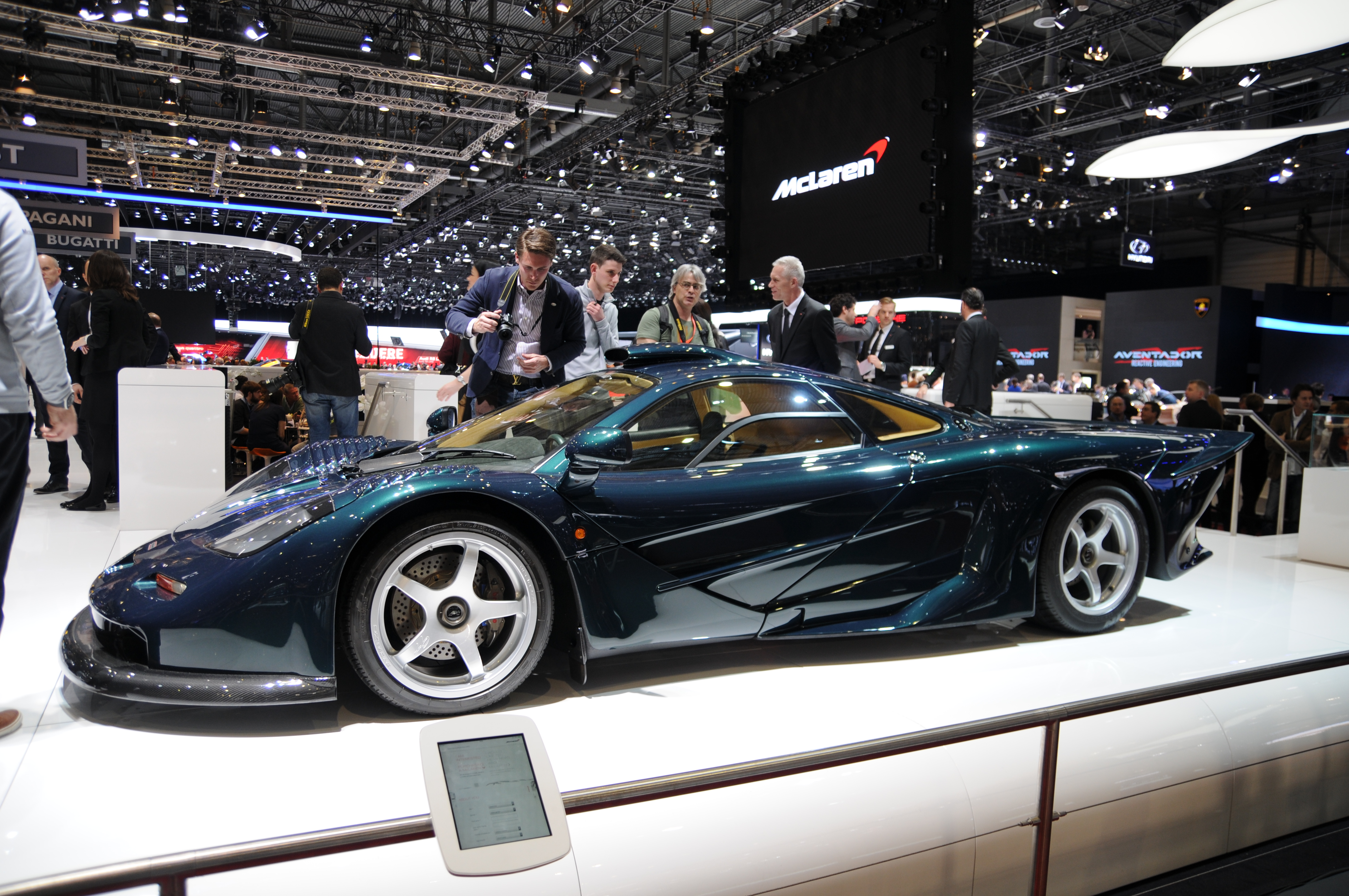
マクラーレン・F1 GT

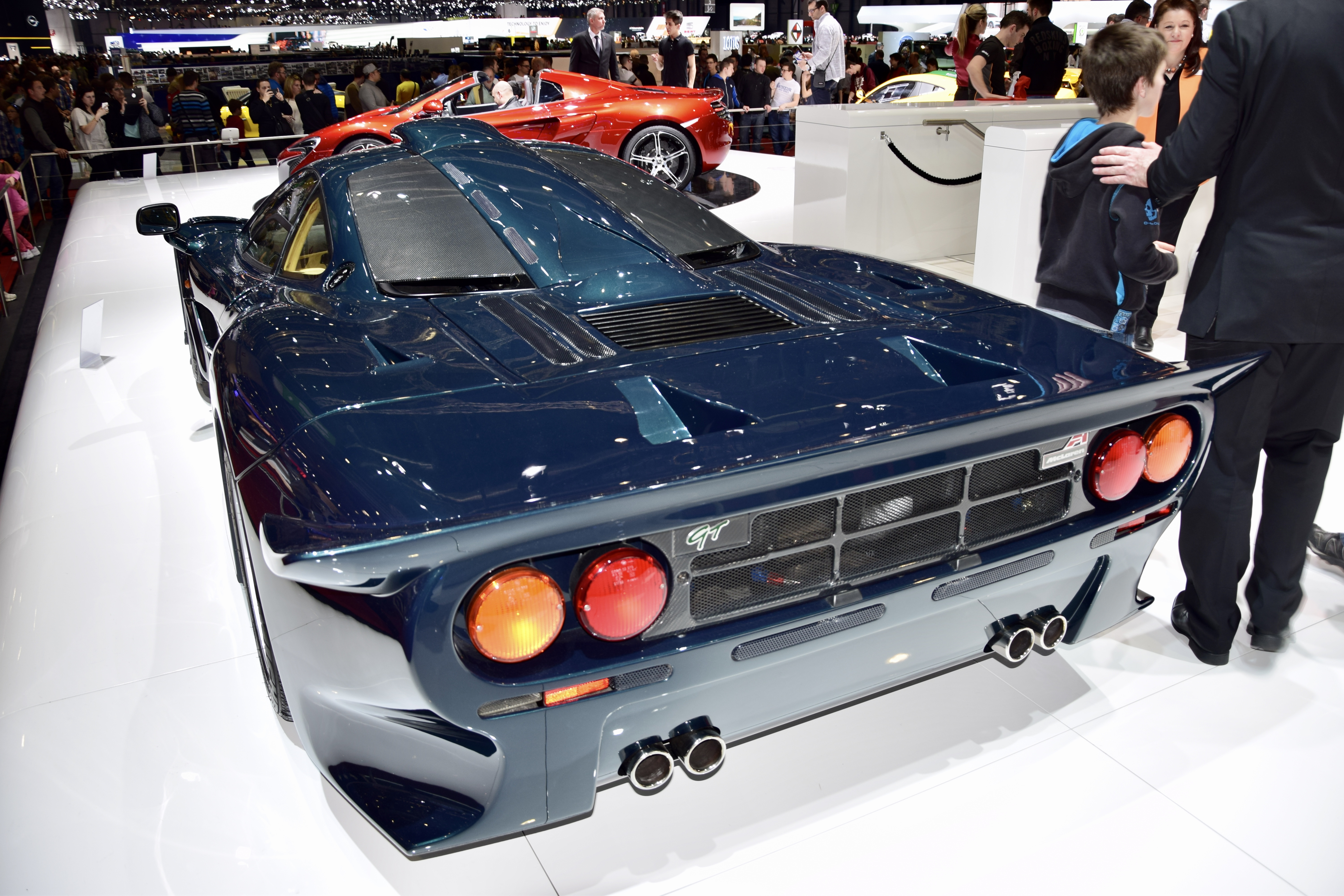
F1 GT リアビュー

1997年に後述のF1 GTRのレース出場の公認（ホモロゲーション）を得るために作られたモデル。全長4,928mm、全幅1,940mm、全高1,200mmで、通常モデルと比較して全長は60cm以上長く、全幅は10cm以上広くなっている。一方でエンジンやトランスミッションは通常モデルと同じものが使用されている。全長、特に車両後部が延長されているため、”ロングテール”とも呼ばれる。
1997年のFIA GT選手権でGT1クラスのホモロゲーションを得るには、少なくとも1台の公道走行可能な車両を製造・販売する必要があった。そこでマクラーレンは97年型のレーシングモデルの製造と並行して、ホモロゲーション取得用の市販車であるF1 GTを製造した。F1 GTは既に95年にホモロゲーションを取得していた通常モデルのバリエーション（variante option）として認証された。当初マクラーレンは、ホモロゲーション取得ため1台のみ車両を生産する予定だったが、顧客の要望に応えるために、さらに2台のF1 GTが製造された。
製造された3台のF1 GTの内、シャシーナンバー56XPGTはプロトタイプでマクラーレンが所有している。2台の市販モデルは、シャシーナンバー54F1GTはブルネイへ納車された。シャシーナンバー58F1GTは日本のZAZミュージアムに納車され、その後マクラーレンによる整備を受け2015年のグッドウッド・フェスティバル・オブ・スピードで展示された。

## モータースポーツ
1993年にグループCカーによるレースカテゴリが消滅し、代わって高性能な市販スポーツカーを使ったGTカー規定が導入されると、一部のプライベーターからF1でGTレースに参戦したいという要望が上がった。1995年シーズンが近づくにつれてその声は増え、レーシングドライバーのレイ・ベルム、レーシングドライバーであり銀行家のトーマス・ブシャーらがマクラーレンにアプローチした。ゴードン・マレーはF1を競技用として設計しておらず、信頼性および性能の点から当初はレース参戦に否定的であったが、最終的にプライベーターの要望に応えることになり、マクラーレンは1995年1月、GT1レギュレーションに適合するレース仕様車であるF1 GTRを発表した。マクラーレンの計画では5台を顧客に販売すれば開発費を取り戻せると計算された。元々F1はレーシングカーの技術を使った設計開発、素材の使用をしているため、レーシングカーそのものへ転用することは困難ではなかったという。

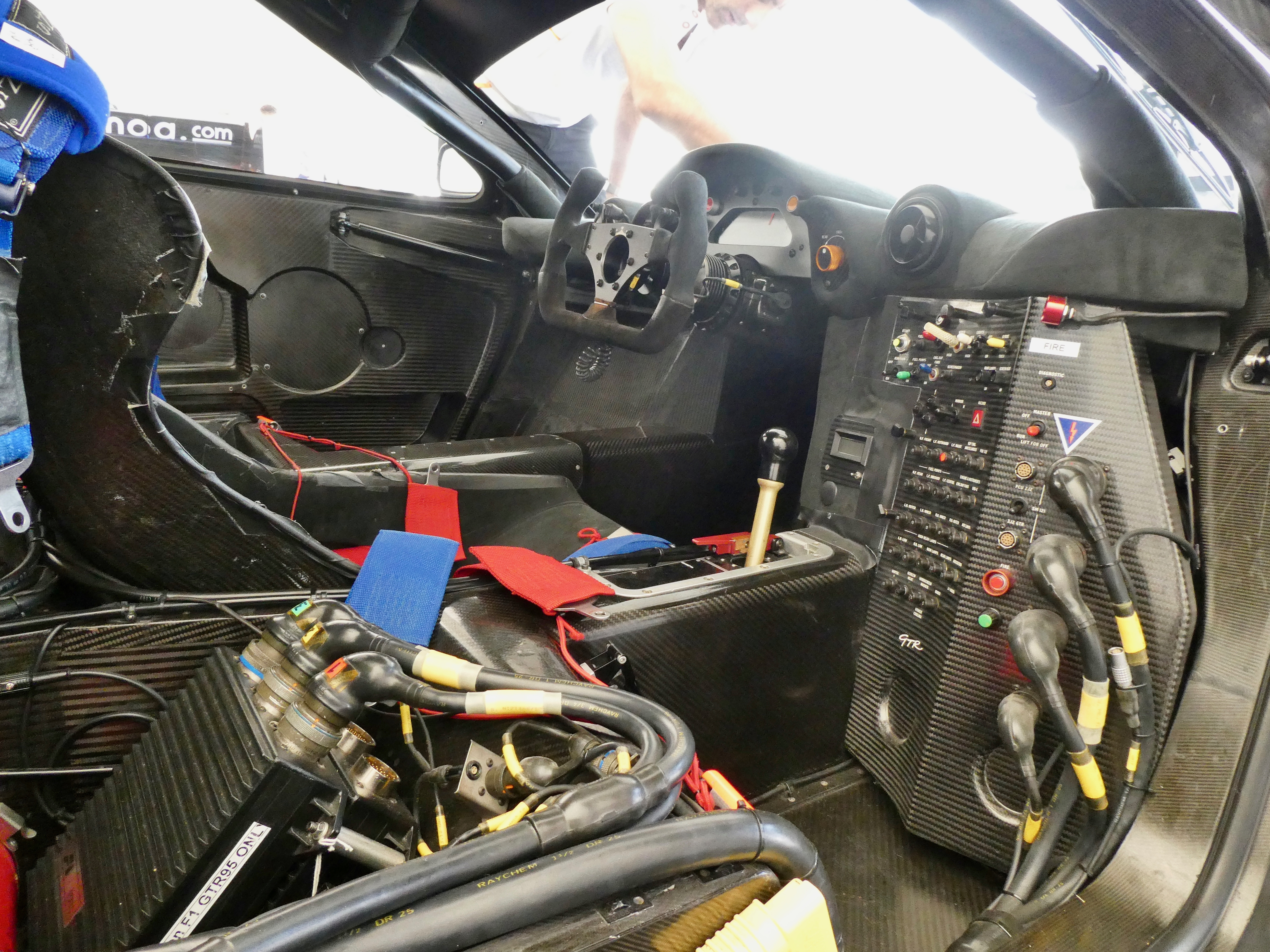
インテリア

市販車との違いとしては、ロールケージや消火器などの安全装備のほか、フロントスプリッターや大型のリアウイングなどのエアロパーツが装着され、ノーズとサイドにはエアインテークが追加されている。市販車では採用されていなかったカーボンブレーキも採用された。サスペンションのゴム製ブッシュはアルミ二ウム製の頑丈な部品に変更されている。エンジンも市販車と比較してレース用に改良されていたが、リストリクターによって出力は約600馬力まで制限されていた。軽量化が施されたことで重量は約1,050kgまで抑えられ、パワーウエイトレシオは通常モデルより高くなった。完成した車両はBPRグローバルGTシリーズやル・マン24時間レースに参戦するためカスタマーに提供されたが、公道での乗り心地を重視した市販車が元となっているため、レースではモノコックの剛性不足の問題を抱えていたという。1995年には9台のF1 GTRが製作された。
1996年に登場した改良型では、フロントスプリッターやリアウイングがさらに大型化され、修理時に素早く取り外しができるようボディワークも改良された。低重心化のためエンジンの搭載位置が下げられ、より軽量化されたマグネシウム製のギアボックスのハウジングが採用された。1996年は9台のF1 GTRが製造され、95年型のうち2台が最新の仕様に更新された。
しかし、1996年にポルシェが911 GT1を投入すると苦戦を強いられるようになり、マクラーレンはF1 GTRの97年型において大幅な空力性能のアップデートを実施した。
それまでのF1 GTRは前後のオーバーハングが短く、ダウンフォース不足が露呈していた。そこで97年型ではボディの前後を大きく延長し、ダウンフォースを得るとともに空気抵抗を減らす設計がなされた。フェンダーやリアウィングも大型化され、その外観から「ロングテール」と通称される。エンジンは長寿命化と信頼性の向上を目的として、出力はそのままに排気量を6,064㏄から5,999ccにダウンサイジングしている。エキゾーストは中央に4本出しであったものを左右各2本出しに変更。トランスミッションもそれまでの6速MTから変更され、エクストラック社と共同開発した6段シーケンシャルミッションを搭載している。ギアチェンジは車両によって、シフトレバーを押してギアが上がり引いてギアが下がるものと、その逆の押してギアが下がり引いてギアが上がる両パターンが存在する。車重は915kgと大幅に軽量化されている。1997年型F1 GTRは合計で10台が製造された。実際に搭乗した土屋圭市は後年当モデルを振り返った際、車両剛性は突出していると発言した。また、車内環境は整えられており、車内はレース中でも暑くならなかったという。
97年型のF1 GTRではボディワークが大幅に変更されたため、新たにホモロゲーションを得る必要があった。それには最低1台の市販車を製造する必要があったため、同じロングテールのボディ形状を持つロードカーのF1 GTが製造された。97年型F1 GTRとF1 GTの製作は同時並行で行われた。
メルセデス・ベンツは1997年にCLK-GTRでGT選手権へ参戦するにあたり、プライベートチームから96年型のF1 GTRを譲り受け、独自のボディパネルを取り付けてエアロパーツの開発を行っていた。
F1 GTRは競技用車両であるが、後年になってリストリクターの除去、触媒や助手席の追加などの改造を施し、公道走行が可能な仕様に改修された車両も存在している。

### 主な戦績

#### 1995年
F1 GTRは、スポーツカー世界選手権に代わって設立されたBPRグローバルGTシリーズでレースデビューを果たす。同シリーズでは開幕から6連勝を達成し、特にニュルブルクリンクでは1位から5位を独占した。その後の2戦ではポルシェとフェラーリに敗れたものの、最後の4戦で優勝し、デビッド・プライス・レーシングがチャンピオンシップを獲得した。

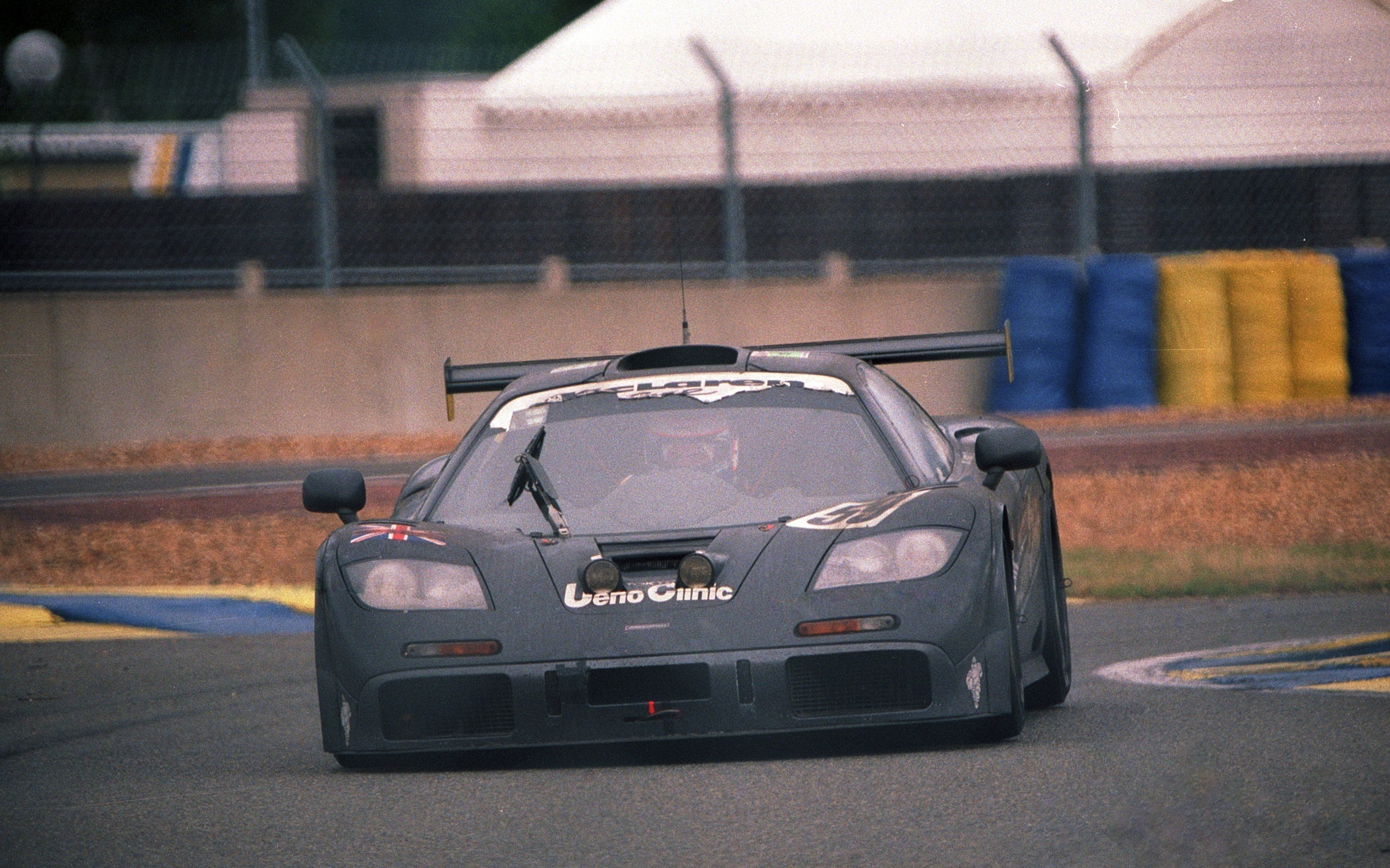
1995年のル・マンで優勝を成し遂げたF1 GTR 59号車

6月17日から6月18日にかけて行われたル・マン24時間レースには7台のF1 GTRが参戦した。その中で総合優勝を成し遂げたのはJ.J.レート/ヤニック・ダルマス/関谷正徳がドライブする国際開発レーシングチームの59号車であった。マクラーレンは当初、上位カテゴリであるプロトタイプカーに対して優勝の可能性は低いと考えていたため、F1 GTRを使用するチームに多くのサポートはされなかった。それでも本番前にマニクール・サーキットでマシンの24時間テストを行いアップグレードパーツの開発を行っている。この本番前テストに使用されたシャーシナンバー01Rの個体はマクラーレンが所有するプロトタイプであったが、日本の医療機関である上野クリニックがスポンサーとなることでル・マンで走る予算が確保され、急遽国際開発レーシングチームとしてレースに出場することになった。車両が完成したのはレース本番の6週間前だったという。チームスタッフはマクラーレンの従業員が中心となった。ル・マン本戦でF1 GTRは総合優勝を成し遂げただけでなく、総合3位、4位、5位、13位にもランクインしていた。

#### 1996年
1996年のBPRグローバルGTシリーズでは、新たにポルシェが911 GT1を投入した。F1 GTRは911 GT1に数戦で敗れたものの、前年に引き続きドライバー、チーム共にチャンピオンシップを獲得した。ブリティッシュGTチャンピオンシップではGT1クラスのドライバーズチャンピオンを獲得している。一方でル・マン24時間レースでは、ポルシェ・WSC95と2台の911 GT1に次ぐ総合4位に留まった。

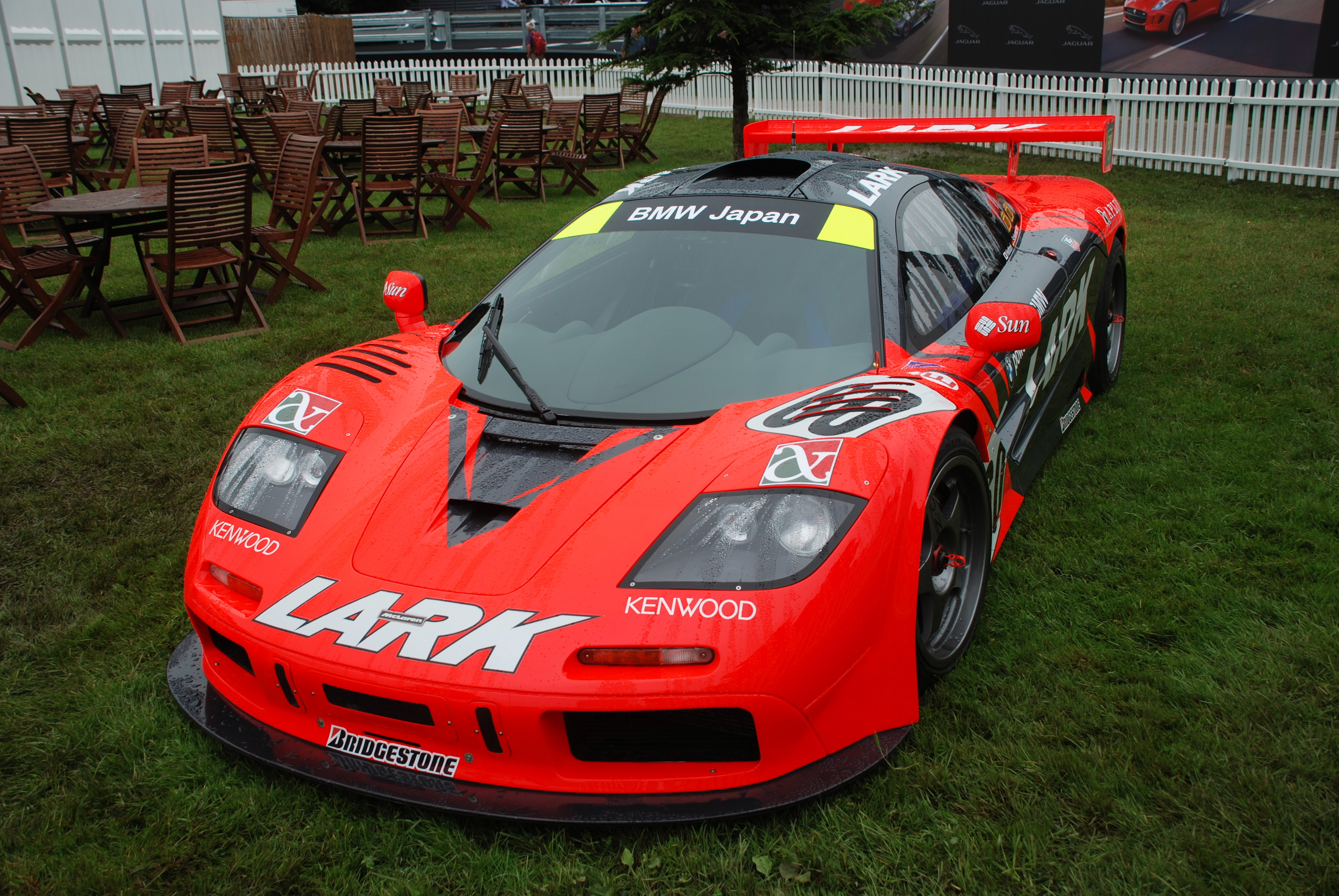
JGTCに参戦したチーム・ラーク・マクラーレンのF1 GTR

他方、全日本GT選手権（JGTC）では郷和道によりフィリップモリスをスポンサーとして擁するチーム・ラーク・マクラーレン（後のチーム郷）が設立され、シャーシナンバー13Rと14Rの2台のF1 GTRを持ち込み参戦した。ドライバーは60号車が服部尚貴とラルフ・シューマッハ、61号車は95年のBPRシリーズのタイトルを獲得したジョン・ニールセンとフォーミュラ1の経験もあるデビッド・ブラバム。2011年の郷へのインタビューによると、ドライバー候補としてマーティン・ブランドル、マーク・ブランデルの名も挙がっていた。車両メンテナンスはチームルマンが担当した。ブレーキをカーボン製からスチール製へ変更したため、度々ブレーキトラブルを引き起こした。レースでは他車と比較して圧倒的な性能を発揮し、2台で全戦でポールポジションとファステストラップを記録し、全6戦中4勝を挙げチャンピオンシップを獲得した。一方で第4戦富士の前に車両規則が改定され、これを不利と捉えたチーム・ラーク・マクラーレンはGTアソシエイションを脱会していた。GTアソシエイションはレースの公平性やエンターテイメント性を重視していたため、マクラーレン1強となることを危惧し、1997年からは更なる馬力制限やバラストのハンデが課せられる可能性があった。郷はこれに反発し、1996年のJGTCオールスターレース、そして1997年の参戦を辞退した。

#### 1997年以降

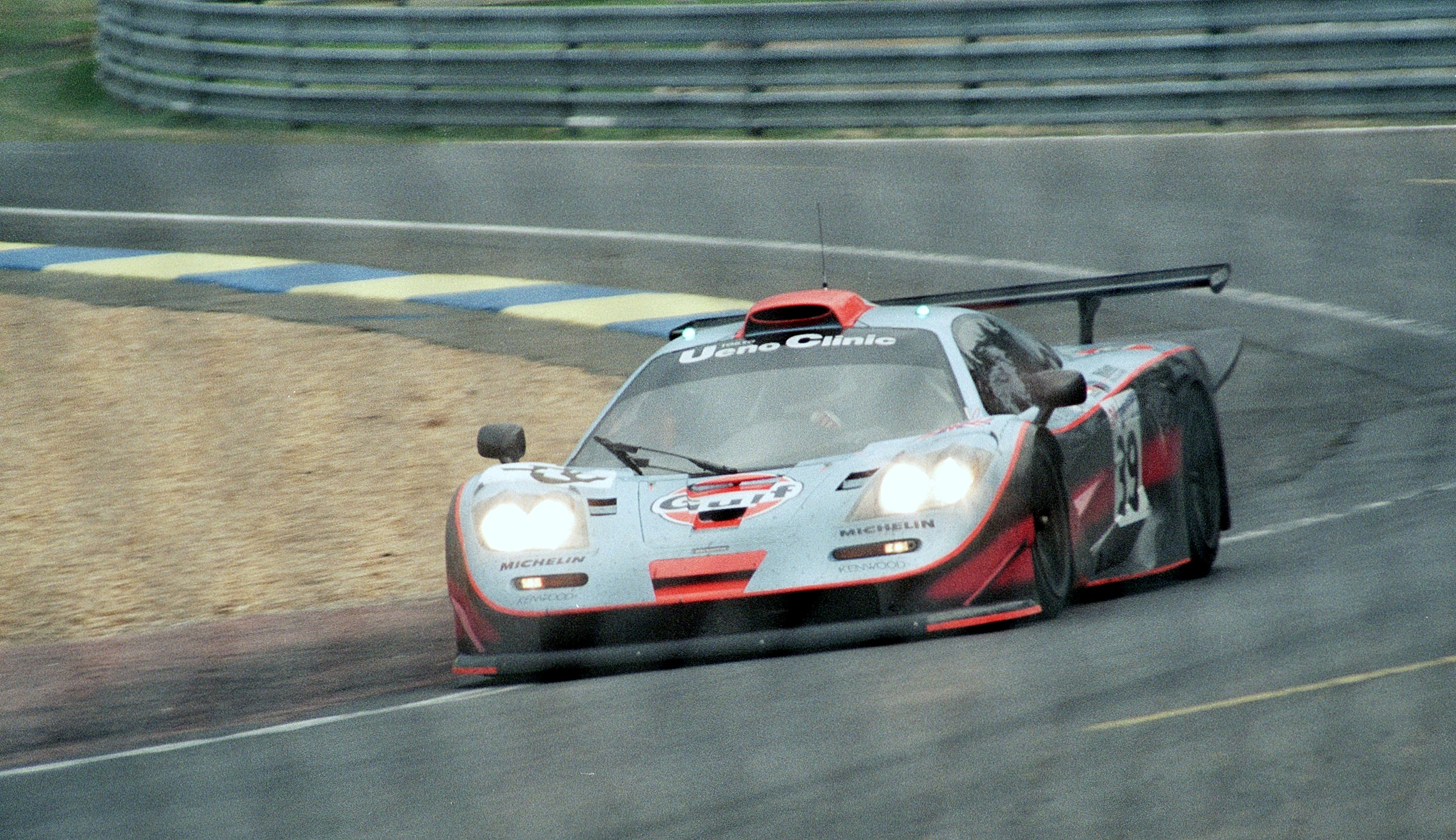
1997年のル・マンにて

1997年、前年までのBPRグローバルGTシリーズがFIA GT選手権に移行し、マクラーレンはF1 GTRのロングテール仕様を投入した。しかし、メルセデス・ベンツが新たに投入したCLK-GTRにチャンピオンの座を奪われ、F1 GTRはランキング2位と3位を獲得するに留まった。ル・マンでは前年に引き続きポルシェ・WSC-95が総合優勝、F1 GTRはポルシェ・911 GT1を抑えクラス優勝、総合では2位と3位を獲得した。
1998年にはブリティッシュGTチャンピオンシップやイタリアのモンツァ1000kmレースなどで度々優勝を収めている。
全日本GT選手権では1999年にF1 GTR ロングテールが参戦し、性能調整で思うような結果は残せなかったが、2001年の最終戦で1勝を挙げている。また、2005年のSUPER GTでは富士スピードウェイの2戦にスポット参戦しており、これがF1 GTRが国際的なモータースポーツに参戦した最後の事例だとされている。

## 後継モデル
2013年、マクラーレン・オートモーティブからマクラーレン・P1が発表された。マクラーレンのホームページでは、P1をF1の”正当な後継マシン”と記載している
。
また、2018年に発表されたマクラーレン・スピードテールはセンターシートによる3シーターレイアウトを採用しており、マクラーレンからはF1を想起させるレイアウトとアナウンスされている。
マクラーレン・オートモーティブとは別に、ゴードン・マレーによって設立されたゴードン・マレー・オートモーティブ（GMA）から2020年にT.50が発表された。センターシート形状、車体下の空気を吸いだすファンなどを採用しており、マレーからはF1を主眼に置いて設計・開発されたことが語られている。